# Philaeus corrugatulus
Philaeus corrugatulus is een spinnensoort in de taxonomische indeling van de springspinnen (Salticidae).
Het dier behoort tot het geslacht Philaeus. De wetenschappelijke naam van de soort werd voor het eerst geldig gepubliceerd in 1917 door Embrik Strand.